# NGC 6499
NGC 6499 est une paire d'étoiles située dans la constellation d'Hercule,. L'astronome britannique John Herschel a enregistré la position de ce groupe le 7 juin 1837.